# Evangeliario de Otón III

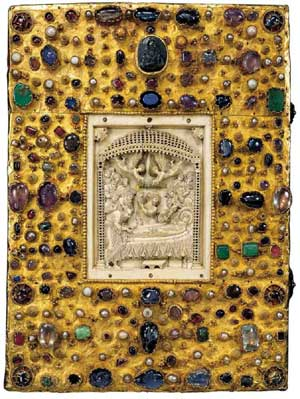
Cubierta del Evangeliario de Otón III, con una talla en marfil y cubierta de piedras preciosas

El Evangeliario de Otón III (Múnich, Bayerische Staatsbibliothek, Clm 4453) es un evangeliario iluminado de finales del siglo X o principios del XI.  El manuscrito es uno de los principales ejemplos de la iluminación otoniana, durante la segunda fase del prerrománico europeo. 
Se produjo en la abadía de Reichenau en el taller encabezado por el monje Liutardo para Otón III, el hijo de Otón II, quien se convirtió en rey de Alemania cuando tenía tres años de edad, y la princesa bizantina Teófano. El manuscrito tiene 276 folios que miden 334mm por 242mm, conteniendo las versiones Vulgata de los cuatro evangelios más un prefacio que incluía las tablas canónicas eusebianas. La iluminación incluye una miniatura de Otón III entronizado al que llevan regalos personificaciones de las cuatro provincias del Sacro Imperio Romano Germánico: Roma, Gallia, Germania y Sclavinia. El manuscrito contiene 34 miniaturas adicionales, incluyendo cuatro retratos de evangelistas. Además hay 12 páginas decoradas con las tablas canónicas, y cada evangelio tiene como introducción una página entera de incipit decorada.
El estilo de ilustración está muy influido por el arte bizantino. Los emperadores otonianos buscaban emular la grandeza cortesana del imperio romano de Oriente; «el efecto hierático y el pesado impacto ceremonial de las miniaturas marcan un regreso a la cualidad parecida a los iconos de los dípticos consulares bizantinos del siglo VI».
A esta misma escuela de Reichenau pertenece el Codex Egberti, hoy en la Biblioteca de Tréveris.
La cubierta anterior contiene un relieve bizantino en marfil con la Muerte de la Virgen María y está adornada con 188 piedras preciosas.
Hasta el año 1803 formaba parte del Tesoro de la catedral de Bamberg y, por la secularización pasó a la Biblioteca estatal de Baviera en Múnich, donde hoy en día se conserva con el número Clm 4453. Junto con otras obras de la Escuela de la Abadía de Reichenau, en el año 2003 el manuscrito fue incluido en la lista de la UNESCO Memoria del mundo. 

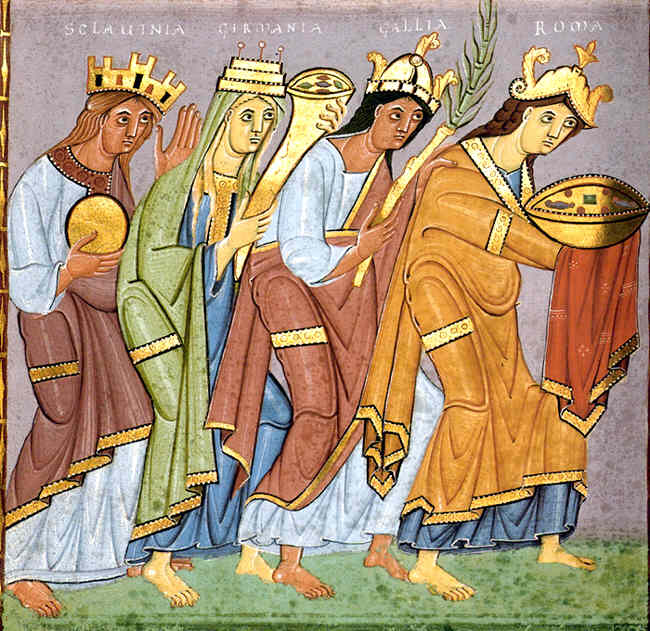
Personificaciones de Eslavonia, Alemania, la Galia y Roma le llevan regalos a Otón III.
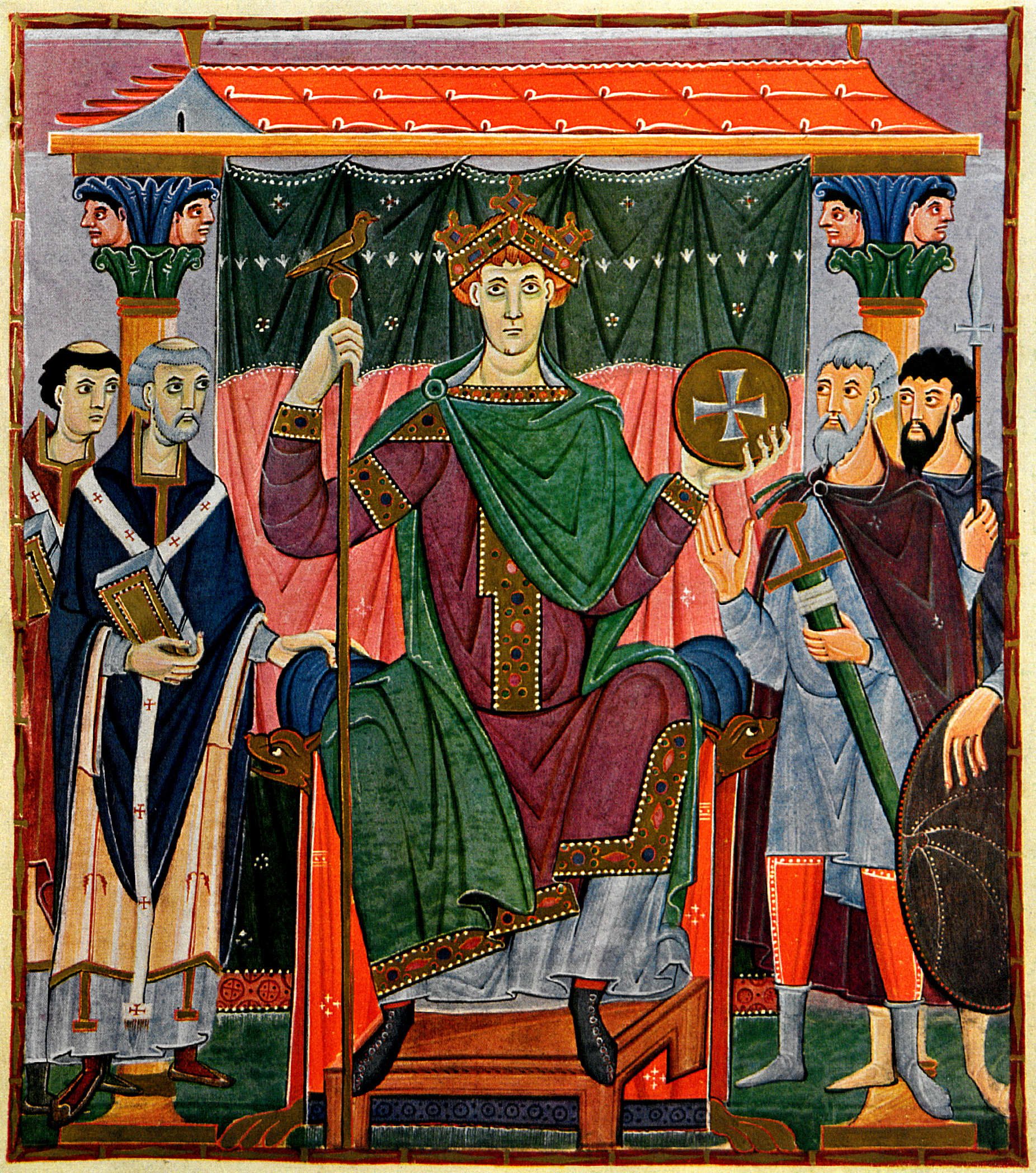
Otón III entronizado.
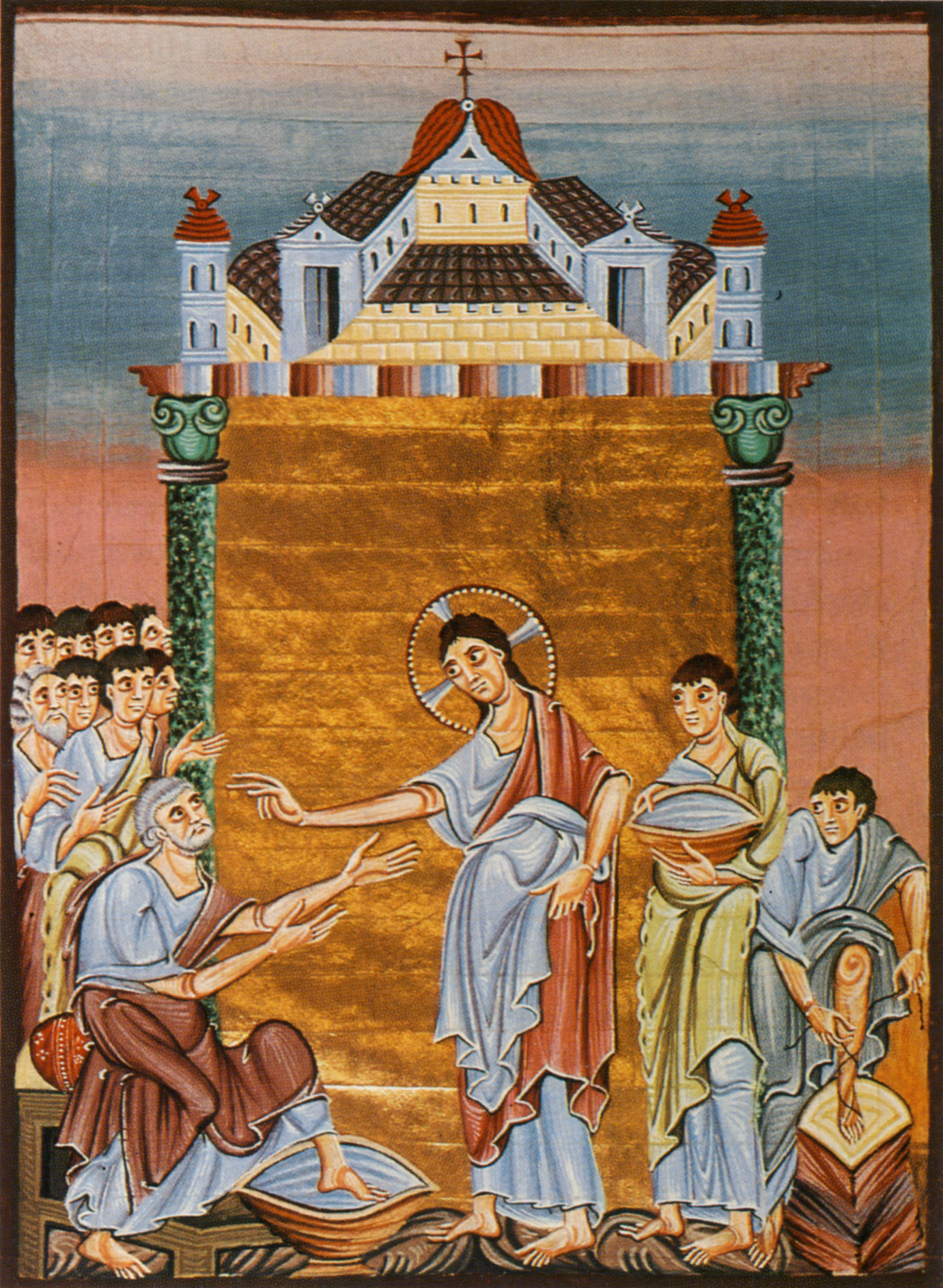
El lavatorio de pies.